# 卡累利阿-芬兰苏维埃社会主义共和国共产党
卡累利阿-芬兰苏维埃社会主义共和国共产党（芬蘭語：Karjalais-suomalaisen sosialistisen neuvostotasavallan kommunistinen puolue，羅馬化：Kommunistcheskaya partiya Karelo-Finskoy Sovyetskoy Sotsialisticheskoy Respubliki）是苏联共产党在卡累利阿-芬兰苏维埃社会主义共和国的分支。该党成立于1940年3月31日—4月2日，最初起名为卡累利阿-芬兰苏维埃社会主义共和国共产党（布尔什维克）。1956年，卡累利阿-芬兰苏维埃社会主义共和国降格为俄罗斯苏维埃联邦社会主义共和国管辖下的卡累利阿苏维埃社会主义自治共和国，卡累利阿-芬兰苏维埃社会主义共和国共产党也随之降格为同一级别的苏共党组织。
尤里·安德罗波夫曾在1947年被任命为该党的第二书记。

## 历任第一书记
- 根纳季·库普里亚诺夫（1940年—1950年）
- 亚历山大·孔达科夫（英语：Aleksandr Kondakov）（1950年）
- 亚历山大·叶戈罗夫（俄语：Егоров, Александр Николаевич (советский политик)）（1950年—1955年）
- 列昂尼德·卢别尼科夫（英语：Leonid Lubennikov）（1955年—1956年）